# José Manuel Cuesta
Pour les articles homonymes, voir Cuesta (homonymie).
Cuesta  Valero est un nom espagnol. Le premier nom de famille, en général paternel, est Cuesta ; le second, en général maternel, souvent omis, est Valero.
Jose Manuel Cuesta Valero (né le 2 avril 1981,) est un coureur cycliste espagnol, professionnel en 2007 et en 2008.

## Biographie
Chez les amateurs, José Manuel Cuesta remporte notamment une étape du Tour d'Estrémadure en 2004. Deux ans plus tard, il s'impose sur une étape du Tour de Salamanque. Il passe ensuite professionnel en juin 2007 au sein de l'équipe continentale Fercase-Rota dos Móveis, qui évolue sous licence portugaise. Bon sprinteur, il se classe troisième d'une étape de la Clásica de Alcobendas en mai 2008, derrière Baden Cooke et Geoffroy Lequatre.

## Palmarès et résultats

### Palmarès par année
- 2003
  - Gran Premio Primavera de Ontur
  - 1re étape de la Volta del Llagostí (contre-la-montre par équipes)
- 2004
  - 4e étape du Tour d'Estrémadure
  - 2e du Tour de Salnés
  - 3e de la Prueba Alsasua
- 2006
  - Trofeo Santa Quiteria
  - Trofeu Fira d'Agost
  - 3e étape du Tour de Salamanque
  - 3e du championnat d'Espagne du contre-la-montre amateurs

### Classements mondiaux
| Année           | 2005   | 2006 | 2007   | 2008   |
| --------------- | ------ | ---- | ------ | ------ |
| UCI Europe Tour | 1 282e |      | 1 187e | 1 077e |